# CS Bendje
Der Centre Sportif de Bendje,  auch als CS Bendjé bekannt, ist ein gabunischer Fußballverein. Der Verein ist in Port-Gentil beheimatet und spielt aktuell in der ersten Liga des Landes.

## Stadion
Der Verein trägt seine Heimspiele im Stade Pierre Claver Divounguy in Port-Gentil aus. Das Stadion hat ein Fassungsvermögen von 7000 Personen.

## Trainer
| Trainer          | Nation | von          | bis           |
| ---------------- | ------ | ------------ | ------------- |
| Moussa Latoundji | Benin  | 1. Juli 2013 | 30. Juni 2014 |